# Anadara antiquata
Anadara antiquata is een tweekleppigensoort uit de familie Arcidae. De wetenschappelijke naam werd in 1758 gepubliceerd door Carl Linnaeus in de tiende editie van Systema naturae.